# سرخیو برمخو
سرخیو برمخو (انگلیسی: Sergio Bermejo؛ زادهٔ ۱۷ اوت ۱۹۹۷) بازیکن فوتبال اهل اسپانیا است.
از باشگاه‌هایی که در آن بازی کرده‌است می‌توان به باشگاه فوتبال سلتاویگو اشاره کرد.